# Anton Tomaž Linhart

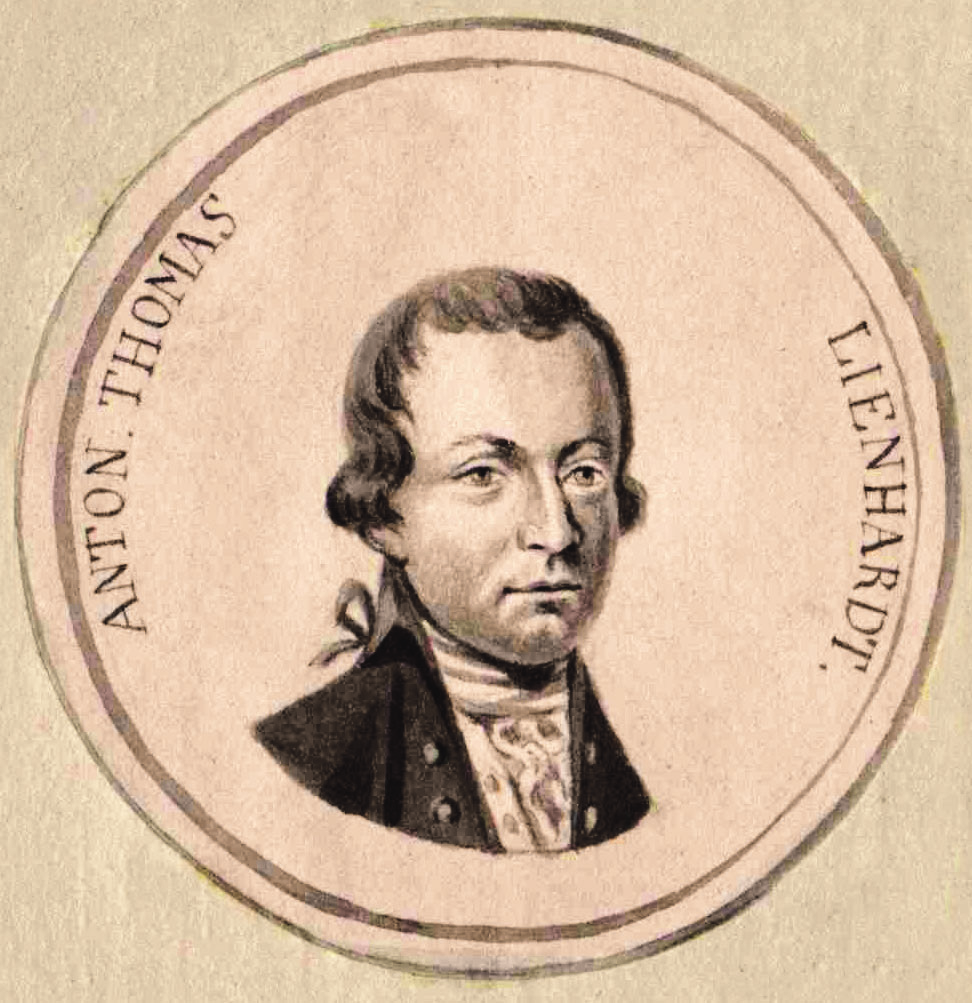
Anton Thomas Lienhardt

Anton Tomaž Linhart (* 11. Dezember 1756 in Radmannsdorf, Herzogtum Krain, Habsburgermonarchie; † 14. Juli 1795 in Laibach) war ein Dichter, Dramatiker und Historiker. Er war ein wichtiger Vertreter der Aufklärung in heutigen Slowenien und eine der wichtigsten Personen in der slowenischen Geschichte.

## Leben und Werk
Linhart wurde als Sohn von tschechischen Einwanderern in der kleinen Stadt Radmannsdorf im Herzogtum Krain geboren. Er besuchte in seinem Heimatort sowie in Laibach die Schule und studierte danach Wirtschafts- und Finanzwissenschaft in Wien. 

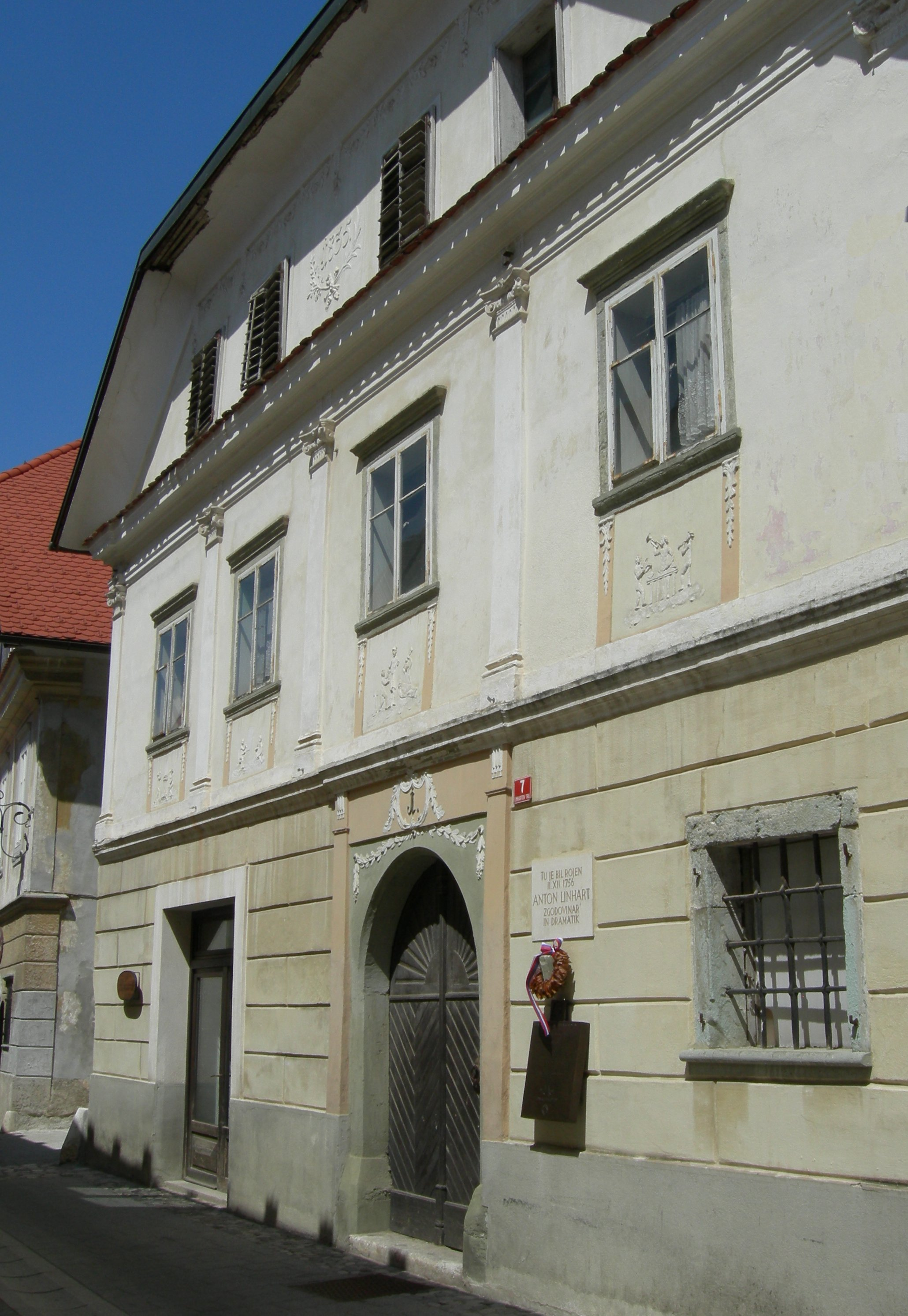
Geburtshaus in Radovljica

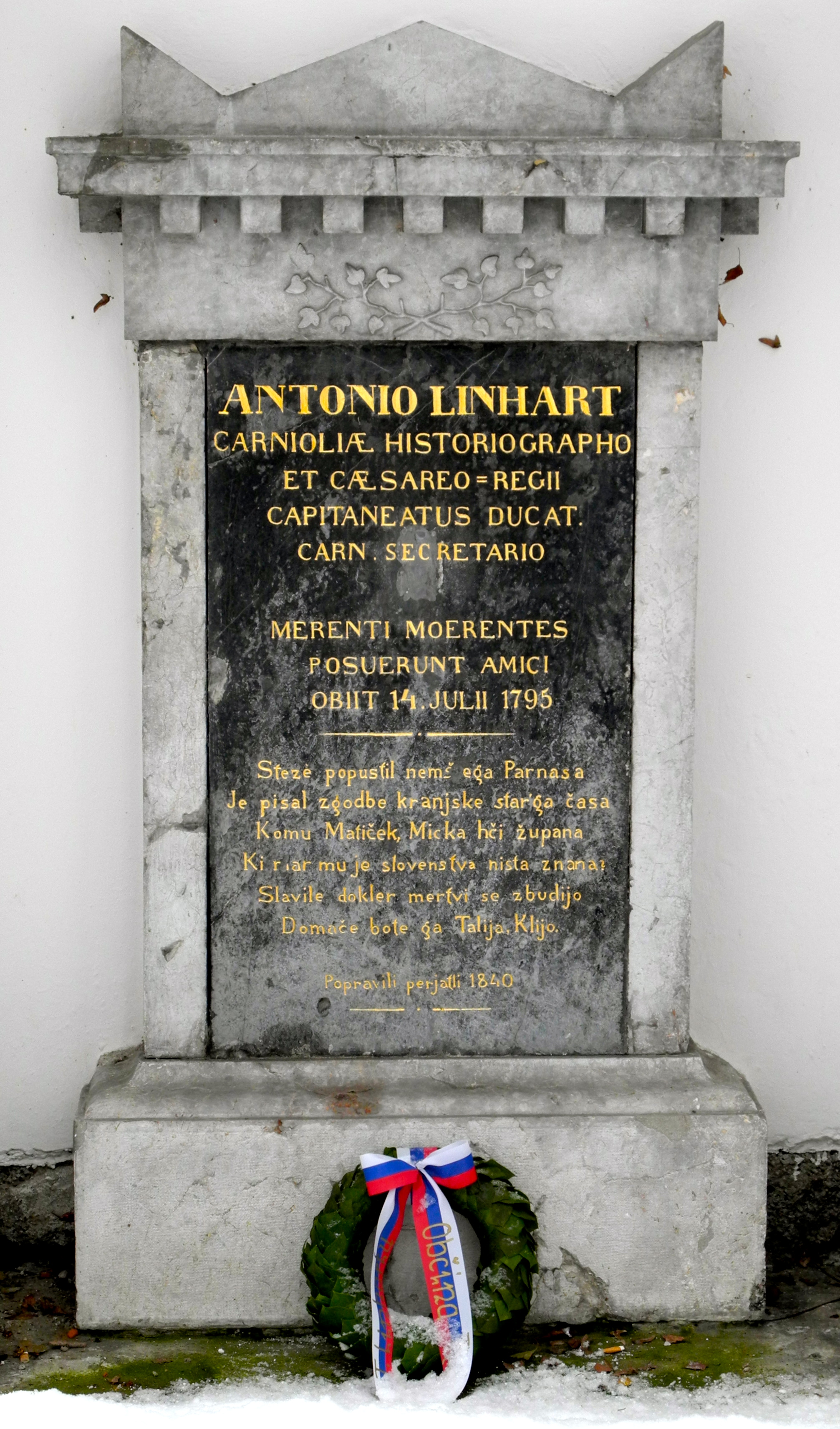
Grabstein im Navje-Gedenkpark in Ljubljana

Während der Zeit in Wien entstand sein erstes Werk, die Gedichtsammlung Blumen aus Krain (1781), die er in deutscher Sprache verfasste. Nach seiner Rückkehr nach Laibach arbeitete Linhart vorerst als Archivar des Bischofs, erhielt aber im Jahr 1789 den Posten des Kreisschulinspektors. Als dieser setzte er sich sehr für die Gründung von Grundschulen ein, vor allem am Land. Außerdem engagierte er sich für die Gründung einer öffentlichen Studienbibliothek in Laibach, aus der sich später die Slowenische National- und Universitätsbibliothek entwickelte. Damals entstand auch das erste Drama Linharts, das den Titel Miss Jenny Love (1780) trug und ebenfalls in deutscher Sprache verfasst war.
In den folgenden Jahren begann sich Linhart mit wichtigen Vertretern der slowenischen Aufklärung zu treffen, zu denen unter anderen Sigmund Zois von Edelstein, Valentin Vodnik, Jernej Kopitar und Jurij Japelj zählen. Unter dem Einfluss des aufklärerischen Gedankenguts begann Linhart, sich mit der slowenischen Sprache, Kultur und Geschichte zu beschäftigen. Seine beiden nächsten Theaterstücke, Ta veseli dan ali Matiček se ženi (Dieser fröhliche Tag oder Matiček heiratet) (1784) und Županova Micka (Die Micka des Bürgermeisters) (1790), waren bereits auf Slowenisch verfasst. Sie repräsentieren die ersten Komödien in slowenischer Sprache und hatten großen Einfluss auf die weitere Entwicklung der slowenischen Literatur.
Im Jahre 1787 heiratete er Jožefina Detel aus Laibach, hatte mit ihr zwei Töchter. Sie lebten in Laibach im Zois-Haus an der Breg, im Jahr 1792 bezog er ein neues Domizil am Lyzeum. Linhart begann auch, am ersten vollständigen Werk über die slowenische Geschichte zu arbeiten. Dieses Projekt sollte er nicht vollenden können. Im Jahre 1795 begann er mit dem Bau eines Eigenheims, erlitt jedoch in der Mitte der Bauarbeiten einen Schlaganfall, an deren Folgen er im Alter von nur 38 Jahren verstarb. Sein Werk beeinflusste die aufkommende slowenische Nationalbewegung im 19. Jahrhundert dennoch maßgeblich. Seine Witwe stellte das Haus fertig, verkaufte das Domizil jedoch drei Jahre später und seine Kinder gingen nach Wien.

## Werke
- Miss Jenny Love (1780)
- Blumen aus Krain (1781)
- Ta veseli dan ali Matiček se ženi (Dieser fröhliche Tag oder Matiček heiratet) (1784)
- Županova Micka (Die Micka des Bürgermeisters) (1790)
- Versuch einer Geschichte von Krain und der übrigen Länder der südlichen Slaven Österreichs, Band 1 (1788) und 2 (1791)